# Maria Francesca del Palatinat-Sulzbach
Maria Francesca del Palatinat-Sulzbach (Maria Franziska von Pfalz-Sulzbach) (Schwetzingen, 15 de juny de 1724 - Sulzbach, 15 de novembre 1794) va ser una comtessa palatina del Palatinat-Sulzbach, membre de la casa dels Wittelsbach. Filla del comte palatí Josep Carles del Palatinat-Sulzbach i de la comtessa Elisabet Augusta del Palatinat-Neuburg. Va ser mare del rei Maximilià I Josep de Baviera.

## Vida
El seu pare va ser designat successor del seu sogre, l'elector del Palatinat Carles III Felip, però mai va prendre possessió de la seva herència a causa de la seva primerenca mort el 1729. La germana gran de Maria Francesca, Elisabet Augusta, esdevingué l'esposa del nou hereu de l'electorat del Palatinat, Carles II Teodor de Baviera.
Després de la mort de Carles Teodor al febrer de 1799 sense sobreviure a la descendència legítima, el Palatinat i Baviera van ser heretats pel fill més petit de Maria Francesca, Maximilià IV Josep (més tard el rei Maximilià I Josep de Baviera). Així, Maria Francesca es va convertir en l'avantpassat de tots els Reis bavaresos fins al 1918 i de la branca reial encara vivent dels Wittelsbach.

## Matrimoni i fills
Es va casar el 6 de febrer de 1746 amb comte palatí Frederic Miquel del Palatinat-Zweibrücken, fill de Cristià III del Palatinat-Zweibrücken i de la comtessa Carolina de Nassau-Saarbrücken, del qual tingué cinc fills:
- Carles August Cristià, (1746-1795). Duc de Zweibrücken.
- Clement August (1749-1750).
- Amàlia (1752-1828). Casada amb Frederic August I de Saxònia, elector i rei de Saxònia.
- Maria Anna (1753-1824). Casada con el duc Guillem de Baviera.
- Maximilià Josep (1756-1825). Rei de Baviera.